# Autostrada A21 (Belgia)
Autostrada A21 (fla. Autosnelweg A21) – autostrada w Belgii w ciągu trasy europejskiej E34.  
Autostrada łączy Antwerpię z miastem Turnhout i granicą Holandii, dzięki czemu umożliwia również dojazd do miasta Eindhoven. 
Przejazd autostradą jest płatny tylko dla pojazdów o masie całkowitej przekraczającej 3,5 t. Opłata za przejechany kilometr waha się pomiędzy 0,07€ do 0,3€ (w zależności od ciężaru pojazdu). Dla innych pojazdów przejazd na całej długości jest bezpłatny. 